# Zsa Zsa Gábor
Zsa Zsa Gábor (6. februar 1917 – 18. december 2016) var en ungarsk-født amerikansk skuespillerinde og Hollywood-kendis. Hun var søster til Eva Gábor og Magda Gábor, der ligeledes var skuespillere og kendisser.
Zsa Zsa Gábors karriere begyndte i Wien, og i 1936 blev hun kåret til Miss Ungarn. Hun emigrerede til USA i 1941 og blev en efterspurgt skuespiller, når det drejede sig om roller med "europæisk flair og stil" og som "udstrålede charme og ynde". Hun kunne første gang ses på film i en birolle i Tre mand i Paris (1952). Senere samme år fik hun en rolle i Vi er ikke gift samt en af få hovedroller i Moulin Rouge instrueret af John Huston, der beskrev hende som en "udmærket" ("creditable") skuespiller. Hun havde også en lille rolle i Orson Welles' Politiets blinde øje (1958).
Ved siden af sin karriere var Zsa Zsa Gábor mest kendt for sin ekstravagante Hollywood-livsstil, sin glamourøse personlighed og sine mange ægteskaber. Hun havde ni ægtemænd, heriblandt hotelejeren Conrad Hilton og skuespilleren George Sanders. Blandt hendes kendte udtalelser var: "Mænd har altid godt kunnet lide mig, og jeg har altid godt kunnet lide mænd. Men jeg kan især godt lide en mandig mand, en mand, der ved, hvordan man taler til og behandler en kvinde - ikke bare en muskuløs mand."
Den 18. december 2016 døde Gabór i en alder af 99 år. Zsa Zsa Gabor blev stedt til hvile i 2021 i en æresgrav på Budapests Kerepesh-kirkegård fire år efter sin død.